# I Am What I Am (brano musicale)
I Am What I Am (in italiano: "Io sono quello che sono") è una canzone con musiche di Jerry Herman e testi di Harvey Fierstein composta per il musical La Cage aux Folles (1983). La canzone, che chiude il primo atto del musical, fu originariamente cantata da George Hearn in occasione del debutto dello show a Broadway e successivamente godette di un enorme successo di critica e pubblico. Da allora questa canzone è entrata nel repertorio delle canzoni adottate dalla comunità gay come inni, e da allora non ha mai cessato di essere eseguita negli eventi a carattere LGBT in tutto il mondo.

## Descrizione
La canzone è un'esaltazione della "diversità", ed è stata incisa da numerosi cantanti, diventando una specie di "inno gay" e ottenendo un insolito successo di pubblico.
Il musical da cui è stata tratta la canzone è un'opera umoristica sul tema dell'omosessualità; il libretto è stato scritto da Harvey Fierstein, che è un militante gay.
Il testo, che nella commedia originale è cantato da una drag queen, sottolinea il diritto a essere diversi, inteso come ricchezza e non come handicap:
Non voglio lodi e non voglio pietà: / suono il mio tamburo; / qualcuno dice che è solo rumore, / ma io penso che sia carino. / (...) /
Io sono quello che sono, / e quel che sono non ha bisogno di scusanti/ (...) /
C'è una vita sola, e non ci sono cauzioni o rimborsi; / una vita sola, perciò è il caso di uscire dal nascondiglio.»
La metafora del "suonare il tamburo" si riferisce all'espressione idiomatica, celeberrima nel mondo anglosassone, per quanto ignota in Italia, dell'omosessualità come una marcia condotta al ritmo di "un altro tamburo" ("banging on a different drum"), cioè del ritmo dato da un tamburo diverso da quello che la maggioranza sente, e che solo alcune persone riescono a udire.

## La versione di Gloria Gaynor
Pochi mesi dopo l'esordio del musical a Broadway, Gloria Gaynor incise il brano, trasformandolo in un successo globale. Il produttore Joel Diamon riconobbe il potenziale della canzone durante una rappresentazione dello show a Broadway e decise di trarne una versione disco per Gloria Gaynor, che la incise nell'album I Am Gloria Gaynor.

## Nella cultura di massa
La canzone è stata incisa, oltre che nel disco del 1983 della colonna sonora de La Cage aux Folles (interpretata da Gene Barry, George Hearn e Donald Pippin), dallo stesso Fierstein nel Cd This is not going to be pretty (1995).
Anche Shirley Bassey l'ha inclusa nel suo repertorio, proponendola persino nel concerto del 19 luglio del 1997, tenuto in occasione del proprio sessantesimo compleanno.
Va ricordata la versione proposta nel singolo inciso da Karen M. Mulder nel 2002.
Ne esiste una cover in islandese, Ég er eins og ég er, incisa dal cantante-ballerino Paul Oscar.
Nel 2018 ne è stata fatta una cover in tedesco da Ross Antony (Ich bin was ich bin).
Nel 2021 gli Aqua hanno inciso una cover in occasione dell'Europride 2021 svoltasi a Copenaghen.

## Curiosità
- I Village People e Dido hanno inciso due canzoni con questo titolo, ma non sono cover del brano del musical né hanno altri legami con esso.

## Discografia
- Vari interpreti, La Cage aux Folles (The original cast), 1983.
- Gloria Gaynor, I Am What I Am; singolo, 1983.
- Harvey Fierstein, I Am What I Am, da This Is Not Going to Be Pretty, 1995.
- Shirley Bassey, I Am What I Am da Birthday Concert 1998
- Karen M. Mulder, I Am What I Am, singolo, 2002.
- Ross Antony, Ich bin was ich bin, singolo, 2018.